# Marine Biological Association
De Marine Biological Association (MBA) is een in 1887 opgericht, onafhankelijk, wetenschappelijk instituut in de Britse stad Plymouth. Het onderzoekt in het kader van de mariene biologie ieder aspect van leven in de zee en doet publiekelijk verslag van haar bevindingen.

## Het instituut
Het MBA bezit twee grote zeewaterreservoirs waarin zowel gewervelde als ongewervelde waterdieren gehuisvest worden. Er zijn faciliteiten aanwezig voor onder meer polymerase-kettingreacties, RNA-zuivering, sequencing, het scheiden van proteïne- en nucleïnezuur, elektroporatie, biolistiek en het kweken van celculturen.
Colin Brownlee is de huidige directeur van de MBA (anno 2008).

## Publiciteit
De MBA doet verslag van de laatste ontwikkelingen binnen het vakgebied middels het JMBA (Journal of the Marine Biological Association) en voor een breder publiek met het tijdschrift Global Marine Environment, waarin zaken toegankelijker beschreven staan en dat voorzien is van kleurenfoto's.